# فرودگاه صحرایی متابرو
فرودگاه صحرایی متابرو (به انگلیسی: Metabaru Air Field) یک فرودگاه نظامی است که یک باند فرود سنگفرش دارد و طول باند آن ۶۶۰ متر است. این فرودگاه در کشور ژاپن قرار دارد .